# Mercedonio
Mercedonio (in latino Mercedonius o Mercedinus) noto anche come mese intercalare (latino: Interkalaris o Intercalaris) fu un mese embolistico del calendario romano antico, della durata di 27 giorni, che seguivano i primi 23 o 24 giorni del mese di febbraio, che era l'ultimo mese dell'anno e che nell'anno dell'embolismo veniva accorciato. L'anno che conteneva questo mese era lungo 377 o 378 giorni. Teoricamente questo mese ricorreva ogni due anni (od ogni tre anni altre volte), ma a volte fu evitato o inserito arbitrariamente dal pontefice massimo per ragioni politiche, che prescindevano dalle ragioni di mantenere aggiornato il calendario solare con l'effettiva posizione del sole. Mercedonio fu eliminato da Giulio Cesare con l'introduzione del calendario giuliano nel 46 a.C.

## Storia
Questo mese fu istituito secondo la tradizione romana da Numa Pompilio,. In origine doveva essere inserito nel calendario ogni due o tre anni per allineare il calendario romano di 12 mesi e 619 giorni all'anno solare. L'anno lunare di 354 giorni era più corto dell'anno solare di 11 giorni e 1/4: in otto anni questa differenza era pari a 90 giorni o tre mesi di 30 giorni. Questi 90 giorni furono divisi invece in due mesi di 22 giorni e 2 mesi di 23 giorni
Inizialmente il mese intercalare era inserito con lo schema: anno normale, anno con mercedonio di 22 giorni, anno normale, anno con mercedonio di 23 e così via. Successivamente, per correggere lo sfasamento della corrispondenza tra mesi e stagioni dovuta all'eccesso di un giorno dell'anno medio romano sull'anno solare, l'inserimento del mese intercalare fu modificato secondo lo schema: anno normale, anno con mercedonio di 22 giorni, anno normale, anno con mercedonio di 23 e così via per i primi 16 anni di un ciclo di 24. Negli ultimi 8 anni l'intercalazione avveniva solo con mese mercedonio da 22 giorni, tranne l'ultimo embolismo che non avveniva: anno da 355, anno da 377, anno da 355, anno da 377, anno da 355, anno da 377, anno da 355, anno da 355. Il risultato di questo ciclo di 24 anni era di una grande precisione per l'epoca: 365,25 giorni, esattamente pari alla durata dell'anno giuliano, come risulta dal seguente calcolo:
{\displaystyle {\frac {355\cdot 13+377\cdot 7+378\cdot 4}{24}}={\frac {8766}{24}}=365,25}
Poiché i numeri pari erano ritenuti sfortunati, febbraio fu diviso in due parti, ciascuna con un numero dispari di giorni: la prima parte finiva il giorno 23 con i Terminalia, considerati la fine dell'anno religioso, mentre i restanti cinque giorni formavano la seconda parte. Marcedonio era inserito dopo la prima parte del mese e i cinque giorni della seconda parte di febbraio venivano aggiunti alla durata del mese intercalare.
Il calcolo esatto non è spiegato chiaramente nelle fonti antiche. Alcuni studiosi, come Ludwig Ideler, Henry Liddell, i redattori dell'Encyclopædia Britannica ed Elias Bickerman ritengono che negli anni intercalari febbraio fosse accorciato a 23 giorni e fosse seguito da un mensis intercalaris di durata variabile di 27 o 28 giorni.
Il testo di riferimento per la questione è quello di A. K. Michels , confermato da alcuni studi specifici sul calendario pre-giuliano pubblicati successivamente. Secondo questi studi negli anni intercalari febbraio poteva avere una durata variabile di 23 o 24 giorni ed era seguito da un mese intercalare della durata fissa di 27 giorni. Qualunque sia l'interpretazione corretta, i giorni che andavano da a.d. VI Kal. Mart. al Prid. Kal. Mart., che si riferivano normalmente alla fine di febbraio, negli anni intercalari erano invece i giorni finali del mensis intercalaris.
Il mese intercalare compare nei Fasti Anziati con la lunghezza di 27 giorni.
La decisione di inserire il mese intercalare spettava al pontefice massimo, sulla base di osservazioni che assicurassero la migliore corrispondenza possibile con le stagioni. Tuttavia il pontefice massimo aveva anche un ruolo politico, cosicché spesso usò questo potere per allungare o accorciare la durata delle cariche dei magistrati considerati amici o nemici. Questo potere discrezionale impediva di conoscere in anticipo quale giorno sarebbe seguito alla fine di febbraio, tanto che spesso i cittadini romani che vivevano lontani da Roma non conoscevano la data corrente.
Questo mese fu eliminato da Giulio Cesare con l'introduzione del calendario giuliano nel 46 a.C.